# Ducetia chelocerca
Ducetia chelocerca är en insektsart som beskrevs av David R. Ragge 1961. Ducetia chelocerca ingår i släktet Ducetia och familjen vårtbitare. Inga underarter finns listade i Catalogue of Life.